# Украдена срећа
Украдена срећа (шп. Acorralada) америчко-венецуеланска је теленовела, продукцијске куће Веневисион, снимана 2006.
У Србији је приказивана током 2009. и 2010. на Фокс телевизији.

## Синопсис
Након што је провела 20 година у затвору, захваљујући интригама Октавије Ирасабал, Федора Санчес излази на слободу. Спремна је на све како би се осветила жени због које је изгубила ћерке и фабрику парфема. Млађа ћерка Габи, игром судбине, ради као служавка у породици Ирасабал и заљубљена је у младог Ларија Ирасабала. Старија, Дијана, ради као успешна медицинска сестра. Једном приликом, бранећи се од напада посесивног доктора Игнасиа Монтиела, гура га и он пада низ степенице. По оправку је оптужује да га је покушала убити.
Дијану хапсе и одводе у полицијску станицу. Тамо упознаје Федору и говори јој кроз шта је прошла. Не знајући да су мајка и ћерка између њих се ствара велико поверење. Федора упознаје Дијанину породицу и када сазна да су повезани са породицом Ирасабал говори им како их треба мрзети јер су зли и покварени људи.
Дијана се ипак запошљава код Ирасабалових као дадиља старе и болесне баке. Између ње и Максимилијана се стварају велике симпатије, а постепено и љубав. Федора је решена да се освети, запошљава се у кабареу и даје себи име Гавиота. Током времена откриће да су јој Габи и Дијана ћерке и притом заљубљене у синове њеног највећег непријатеља. Да ли ће ово бити нови животни пораз или само изазов који треба победити?

## Улоге
| Глумац:            | Улога:             |
| ------------------ | ------------------ |
| Алехандра Ласкано  | Дијана             |
| Давид Зепеда       | Максимилијано      |
| Сонја Смит         | Федора Гавиота     |
| Вилијам Леви       | Лари               |
| Франсес Ондивијела | Октавија Алисија   |
| Марица Родригез    | Марфил Дебора      |
| Хорхе Луис Пила    | Дијего             |
| Елизабет Гутијерез | Паола              |
| Маријана Торес     | Габријела Габи     |
| Роберто Матеос     | Франциско Пако     |
| Офелија Кано       | Јоланда            |
| Вирна Флорес       | Камила             |
| Ђул Буркле         | Андрес             |
| Алисија Пласа      | Бруна              |
| Марица Бустаманте  | Карамело           |
| Орландо Фундичели  | Игнасио            |
| Хулијан Хил        | Франсиско Панћолон |
| Пауло Кеведо       | Рене               |
| Гретел Трихиљо     | Исабел             |
| Нелида Понсе       | Мигелина           |
| Берни Паз          | Родриго            |
| Едуардо Линарес    | Франсиско          |
| Валентина Бове     | Шерон              |
| Раул Оливо         | Емилио             |
| Хуан Видал         | Кике               |
| Дијана Осорио      | Пилар              |
| Маријана Хуердо    | Силвита            |
| Марди Монхе        | Вирхинија          |
| Хулио Капоте       | Лоренсо            |
| Андрес Мистахе     | Хорхе              |
| Гриселда Ногуера   | Лала               |
| Клаудија Рејес     | Фиона              |
| Сандра Гарсија     | Саманта            |
| Лијанет Борего     | Нанси              |
| Гонсало Виванко    | Едуардо            |
| Хотан Фернандез    | Херардо            |